# Blackenstein
Blackenstein (ook gekend als Black Frankenstein) is een Amerikaanse blaxploitation-horrorfilm uit 1973 onder regie van William A. Levey met in de hoofdrollen John Hart en Ivory Stone. Het scenario is losjes gebaseerd op de roman "Frankenstein" van Mary Shelley uit 1818.

## Verhaal
De grote en gespierde Afro-Amerikaanse soldaat Eddie Turner (Joe De Sue) verloor beide armen en benen in de Vietnamoorlog. Zijn verloofde, Dr. Winifred Walker (Ivory Stone), roept de hulp in van Dr. Stein (John Hart) die onlangs een Nobelprijs heeft gewonnen voor het "ontcijferen van de genetische code van DNA". Stein is in staat om ledematen weer aan te hechten met behulp van lasertechnologie en zijn DNA-onderzoek.
Stein geeft Eddie nieuwe armen en benen en Eddie's herstel lijkt vlot te verlopen. Ondertussen vertoont Malcomb (Roosevelt Jackson), Steins sinistere zwarte assistent, overdreven veel interesse in Winifred. Wanneer ze hem voorzichtig afwijst zint Malcomb op wraak en saboteert hij het DNA-preparaat dat tijdens Eddie's herstel gebruikt wordt. Daarop verslechtert de toestand van Eddie zienderogen: hij verliest het  mentale vermogen tot spraak en rationeel denken en verandert in een sloom, strompelend monster dat lijkt op een Afro-Amerikaanse versie van het iconische Boris Karloff Frankenstein-monster met een vierkant afrokapsel in plaats van de gebruikelijke littekens en nekbouten. Hoewel hij overdag in een bijna-catatonische toestand verkeert, trekt Eddie er elke avond heimelijk op uit op zoek naar slachtoffers die hij uit elkaar rukt en verslindt. Hij keert 's ochtends steeds op tijd terug voor zijn DNA-injecties zodat zijn artsen in het ongewisse blijven van zijn nachtelijke strooptochten.
Ondertussen krijgt Stein bezoek van de politie, die de recente moorden in de buurt onderzoeken. Stein is zich van geen kwaad bewust, maar Winifred wordt achterdochtig en begint de DNA-preparaten te onderzoeken. Wanneer Eddie op een avond terugkeert van een nachtelijke uitstap treft hij Malcomb aan in Winifreds kamer tijdens een poging tot verkrachting. Malcomb grijpt een pistool en schiet het leeg op Eddie, maar die blijft onaangetast en wurgt Malcomb. Winifred vlucht samen met Stein naar het laboratorium.
Winifred stelt een DNA-preparaat samen waarvan ze hoopt dat het Eddie zal genezen. Wanneer Stein probeert om Eddie in bedwang te houden komt het tot een gevecht waarbij Stein dodelijk in de hoogspanningsapparatuur belandt. Eddie vlucht maar wordt achternagezeten door de politie en wordt uiteindelijk in stukken gescheurd door de politiehonden op dezelfde manier waarop hij zijn slachtoffers vermoordde.

## Rolverdeling
| Acteur            | Personage                   |
| ----------------- | --------------------------- |
| John Hart         | Dr. Stein                   |
| Ivory Stone       | Dr. Winifred Walker         |
| Joe De Sue        | Eddie Turner / Blackenstein |
| Roosevelt Jackson | Malcomb                     |
| Andrea King       | Eleanor                     |
| Nick Bolin        | Bruno Stragor               |
| Karin Lind        | Hospital Supervisor         |
| Yvonne Robinson   | Hospital Receptionist       |
| Liz Renay         | Blonde Murder Victim        |
| Don Brodie        | Police Lieutenant           |

## Release en ontvangst
Blackenstein kwam in augustus 1973 in de bioscoopzalen en was een poging om te profiteren van het succes van Blacula die het jaar ervoor uitgebracht werd door American International Pictures. Blackenstein deed het echter slecht in vergelijking met zijn voorganger, waarbij de meeste recensies het erover eens waren dat de film "een totaal onhandige mix was van de slechtste horror- en blaxploitationfilms".

## Trivia
- Naar verluidt werd de non-acteur Joe De Sue gecast voor de titelrol omdat hij een cliënt was van strafrechtadvocaat en schrijver/producent Frank R. Saletri. Ook Ivory Stone, Roosevelt Jackson en Karin Lind hebben naast Blackenstein weinig of geen andere films op hun palmares staan.
- Saletri schreef, produceerde en regisseerde ook de nooit uitgebrachte blaxploitation-horrorfilm Black the Ripper[4] en schreef de scenario's voor twee niet gemaakte Sherlock Holmes-films, Sherlock Holmes in the Adventures of the Werewolf of the Baskervilles en Sherlock Holmes in the Adventures of the Golden Vampire.[5]
- In 1982 werd Saletri vermoord aangetroffen in zijn landhuis, dat voorheen eigendom was van Bela Lugosi.[5][6]